# Michael Willmann
Michael Leopold Lukas Willmann (27. září 1630 Královec – 26. srpna 1706 Lubuš ve Slezsku) byl významný německý malíř doby raného baroka, činný v Čechách a ve Slezsku. Díky své charakteristické malířské technice bývá přezdíván Slezský Rembrandt.

## Život a kariéra
Narodil se jako syn malíře Christiana Petra Willmanna. Po vyučení u otce odešel asi roku 1650 do Nizozemí a Flander, kde se poučil zejména obrazy Rembrandtovy školy (Jacob A. Backer), krajinami J. Ruisdaela, N. Berchema a D. Segherse, v Antverpách čerpal z obrazů Rubensovy školy a Anthonise van Dycka. Z důvodů finanční nouze si vzdělání v některém ze jmenovaných ateliérů nemohl dovolit. Po dvouletém pobytu se vrátil do Královce, složil mistrovskou zkoušku a vydal se na tovaryšskou cestu. Přes Gdaňsk dorazil do Prahy, kde žil v letech 1653–1655 a oženil se s vdovou Christinou Liškovou. Jeho nevlastní syn, malíř Jan Kryštof Liška byl pro Willmanna inspirací v italském pojetí jemné dekorativní kompozice i učedníkem. Willmann se vedle vládnoucího Karla Škréty v Praze nedokázal prosadit, proto odešel do Slezska. Asi jeden rok pracoval ve Vratislavi. Odtud na pozvání cisterciáckého opata Arnolda Freibergera plnil zakázky pro dolnoslezské kláštery v Jindřichově, Křešově a Kamenci, Od 90. let dodával svá díla cisterciákům do Sedlce u Kutné Hory a na Moravě do Velehradu a do Žďáru nad Sázavou. Nakonec pracoval v Lubuši, kde také zemřel.

## Dílo
Maloval především fresky a oltářní obrazy, ale také biblické a mytologické scény, portréty a krajiny. Závěsných obrazů se dochovaly tři desítky. Patřil k vůdčím osobnostem česko-slezského okruhu barokního malířství. Svým dílem bezprostředně ovlivnil nevlastního syna Jana Kryštofa Lišku, ale také malíře Petra Brandla, Václava V. Reinera a svého vnuka Jiřího Viléma Neunhertze.

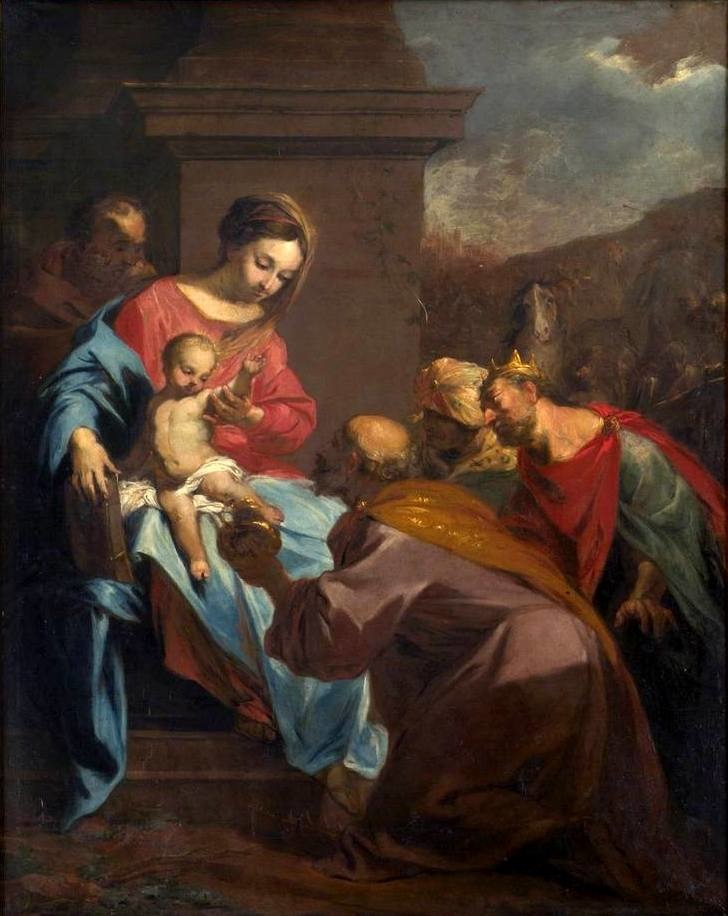
Klanění tří králů, 1680, Lublin

### Dílo (výběr)

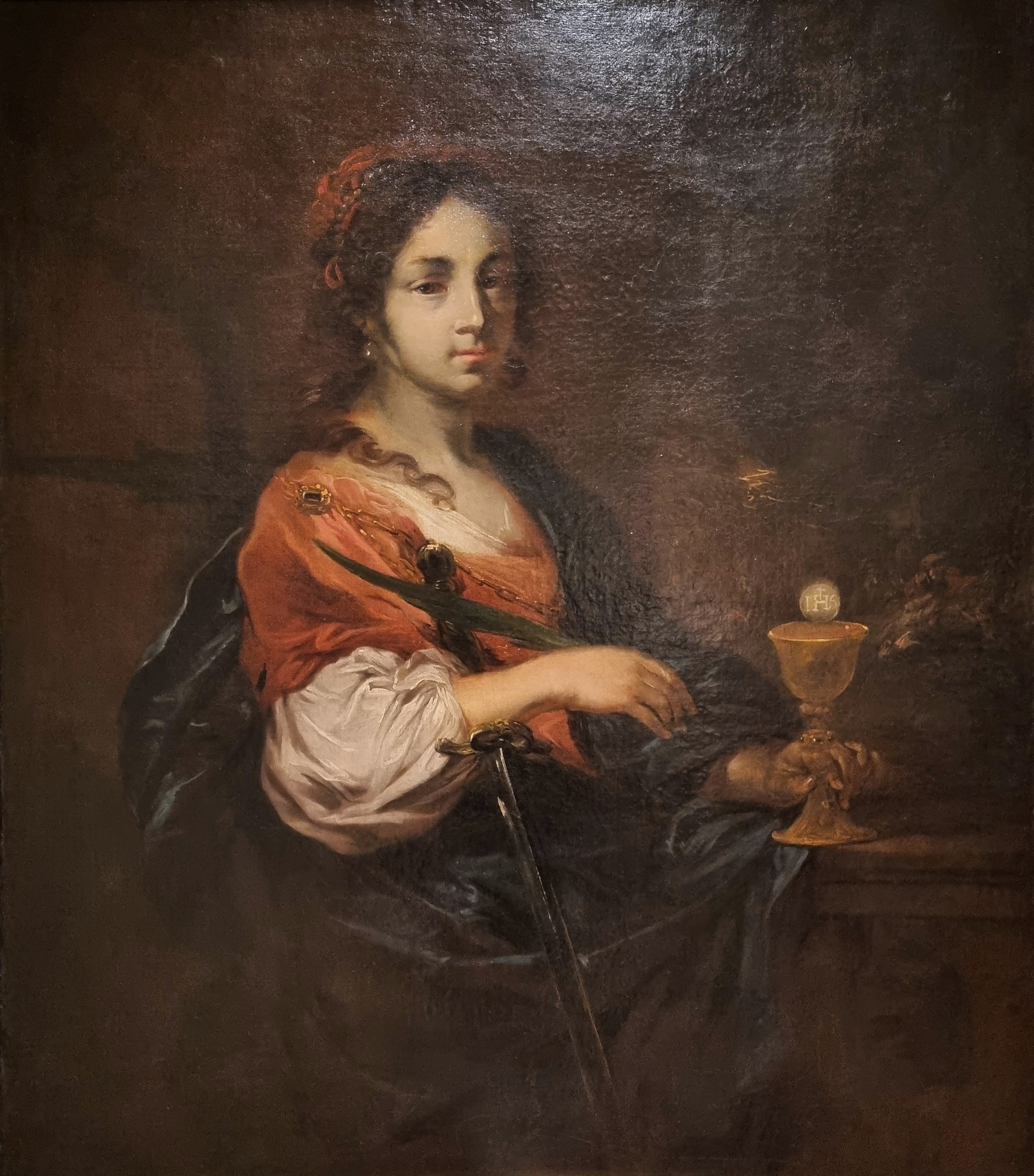
Svatá Barbora, kolem 1680, Moravská galerie v Brně

- Zuzana a starci, GNM Norimberk (kolem 1650)
- Kristus nesený a obsluhovaný anděly, NG Praha (kolem 1653–1655)[2]
- David s hlavou Goliášovou, NG Praha (kolem 1673–1675)
- Krajina Jákobovým snem, Bodeho muzeum v Berlíně (kolem 1631)
- Únos Proserpiny, Národní muzeum ve Vratislavi (kolem 1665)
- Klanění tří králů, 1680, Národní muzeum v Lublinu (asi 1704)
- Svatá Rodina; sv. Jan Křtitel, kostel v Chrasti u Chrudimi (kolem 1695)
- Klanění pastýřů, mariánská bazilika na Strahově v Praze (kolem 1683)
- Smrt sv. Benedikta; Vidění sv. Bernarda, mariánská bazilika na Velehradě (před 1701) – nezachováno, na místě kopie z 18. století
- Umučení sv. Václava; Umučení 500 cisterciáků a kartuziánů v Sedlci v roce 1421, kostel Nanebevzetí Panny Marie v Sedlci (1702–1703)